# عالمكشوف (مسرحية)
عالمكشوف، هي مسرحية كويتيه عرضت في سنة 1996 وتناقش المسرحية الرياضة والرياضيين
وهي من بطولة:
سعد الفرج، أحمد الصالح، عبد العزيز النمش، عبد الإمام عبد الله، طارق العلي، حسين المنصور، سمير القلاف، حسن البلام، مشاري البلام، عبد الرزاق خلف، هبة الدري .